# Charles (cráter)

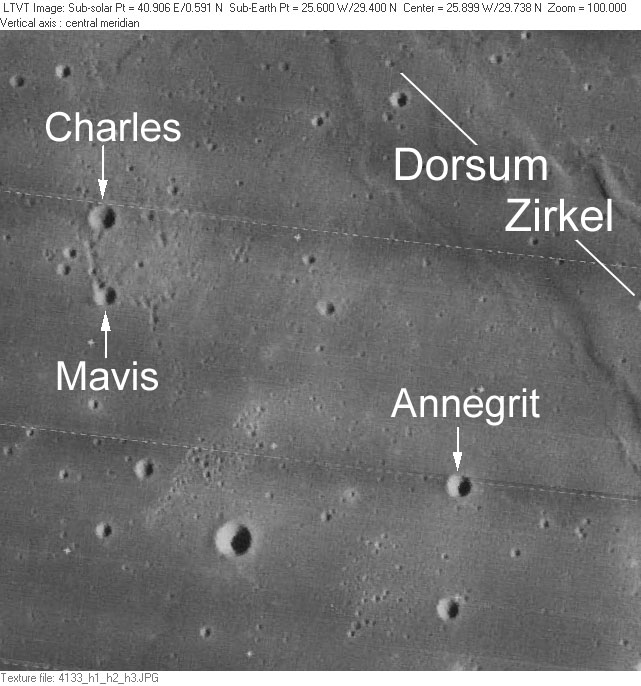
Entorno de Charles

Charles es un pequeño cráter de impacto perteneciente a la cara visible de la Luna. Está situado sobre el Mare Imbrium, al norte del Mons La Hire y al este del cráter Caventou. Sus vecinos más cercanos son otros dos pequeños cráteres: Annegrit (al sureste) y Mavis (al sur).
|  |

El cráter tiene forma de cuenco, sin muestras significativas de erosión.
El nombre procede de una designación originalmente no oficial contenida en la página 40A1/S1 de la serie de planos del Lunar Topophotomap de la NASA, que fue adoptada por la UAI en 1976.